# Josef Král (malíř)
Josef Jaroslav Král (24. května 1877 Rakovník – 19. února 1914 Rakovník) byl český malíř, krajinář, žák Julia Mařáka na malířské Akademii v Praze.

## Život
Josef Jaroslav Král se narodil 24. května 1877 v Rakovníku. Jeho otec Josef Král byl ředitelem na rakovnické dívčí škole, ale zemřel ještě před synovým narozením. V letech 1889–1894 vystudoval reálku v Rakovníku a dál pokračoval v letech 1894–1895 ve studiu na uměleckoprůmyslové škole v Praze u prof. E. K. Lišky. V školním roce 1897/98 byl přijat k řádnému studiu do speciální krajinářské školy prof. Julia Mařáka na pražské malířské Akademii. V roce 1899 J. Mařák zemřel a Jos. Král pokračoval ve studiu u prof. Rudolfa von Ottenfelda, kde také roku 1904 absolvoval. Ještě jako student Akademie v r. 1899 maloval oponu divadla ve Velvarech.
Po ukončení studia na Akademii pravidelně vystavoval. Účastnil se výstav Krasoumné jednoty, Umělecké besedy a Jednoty umělců výtvarných. Již v červenci 1902 Karel Domorázek-Mráz v Rozhledech při hodnocení "Výstavy mladých" (studentů akademie) v Rudolfinu si všímá: "Král ve večerních, zamlžených, neurčitých motivech přinesl pěkné věci." V listopadu 1905 pořádá svojí výstavu ve vlastním ateliéru na Smetanově ulici v Praze. V následujícím kalendářním roce, na jaře 1906, vystavuje větší soubor 22 obrazů na Výroční výstavě Kraoumné jednoty v Rudolfinu. Zlatá Praha (4. 5. 1906) při této příležitosti reprodukuje jeho obraz Večer na Vltavě. V roce 1906 jako člen Výtvarného odboru Umělecké besedy se společně s K. Liebscherem, J. Šetelíkem a R. Havelkou podílel na krajinářské výzdobě českého oddělení Rakouské výstavy v Londýně (obraz Kutná Hora). V letech 1906 a 1907 získal Hlávkovo absolventské cestovní stipendium, v roce 1907 podnikl studijní cestu po Německu. Maloval v Hamburku, Mnichově a zavítal i do Francie, kde navštívil Paříž. Rovněž jsou známy obrazy lodí z polského přístavu Štětín.
Mezi lety 1904 až 1916 byl jedním z nejvíce reprodukovaných autorů ve Zlaté Praze. Město Praha kupuje obraz Pohled ze Santošky na Podskalí, který byl vystaven v interiéru Staroměstské radnice. V prosinci 1909 vystavoval svá díla na samostatné výstavě v pražském Rudolfinu. Dle K. B. Mádla se jednalo přibližně o 10 obrazů větších formátů a okolo 100 kreseb a olejových náčrtů.
Rok 1909 však také přinesl zásadní zlom do malířova života. Začala se u něj projevovat vážná duševní porucha. Vrátil se z Prahy domů, do rodného Rakovníka. V roce 1912 vystavoval v rakovnické dívčí škole téměř dvě stě obrazů a kreseb. Nemoc však neustupovala a 19. února 1914 akademický malíř Josef Král zemřel. Je pohřben na rakovnickém hřbitově. Prokop Toman uvádí výstavu v pražském Rudolfinu v roce 1919, může se však jednat o překlep datace výstavy z roku 1909.
Větší soubor obrazů a kreseb Josefa Krále se nachází ve sbírkách Rabasovy galerie v Rakovníku, která mu uspořádala výstavu v r. 1991.

## Dílo
Ve vlastnictví Rabasovy galerie v Rakovníku je cyklus drobných kvašů s pohledy na významné památky Rakovníka, které v roce 1894 maloval Josef Král jako sedmnáctiletý student. Ve svém krátkém tvůrčím období rozvíjel všechny malířské techniky, tj. oleje, kresby tužkou i pastel. Dokladem jeho pozdější dokonalosti v kresbě jsou záznamy zachycující mizející zákoutí asanovaného Starého Města pražského a čtvrti pod Vysokou branou v Rakovníku z roku 1908. Stylové čistoty v duchu symbolistně secesním dosahují jeho kresby Bludičky a Vodník publikované v Dětském Máji.
Jeho malířskou tvorbu M. Zachař řadí "do linie ullmannovsko-engelmüllerovské". Dokladem může být i menší olej Měsíc. Z témat typických pro Mařákovy žáky je nutné zmínit jeho obrazy menších formátů s tématem meandrujícího potoka mezi vrbičkami a obrazy větších fomátů s tématem stromů v noci nebo v bouři. Obrazy Topoly (1904) a Topoly v noci (1908) jsou ve vlastnictví Rabasovy galerie v Rakovníku. Topoly v bouři (1904) byly vystaveny v r. 1929 na výstavě "Julius Mařák a jeho škola" a jsou reprodukovány v katalogu k této výstavě. Do této serie obrazů patří i obraz Západ reprodukovaný ve Zlaté Praze v r. 1906. Velkoformátový obraz s tématem vysokých topolů v měsíčním svitu dominuje i na fotografii z autorova ateliéru, kterou Český svět v roce 1914 (20. 3. 1914) publikoval v rámci krátké vzpomínky na Josefa Krále.
Jos. Král vždy byl ceněný především pro své náladové výjevy z večerních měst, soumračných přístavů a potemnělých nádraží. S oblibou maloval kompozice s večerním, resp. nočním osvětlením, ve kterých dosáhl opravdového mistrovství a které byly pravidelně rerodukovány ve Zlaté Praze (např. Večer na Vltavě, Večerní pohled na Hradčany, Katedrála Frauenkirche v Mnichově, Večer na Labi v Hamburském přístavu a V přístavu Štětínském). K. B. Mádl ve svém referátu k výstavě v r. 1909 dále příznivě hodnotí i bezprostřednost olejů menších formátů zachycujících lokomotivy hrkající dým, stojaté, světlem a nebem zalité vody a malebnost velkých a malých lodí.

## Galerie

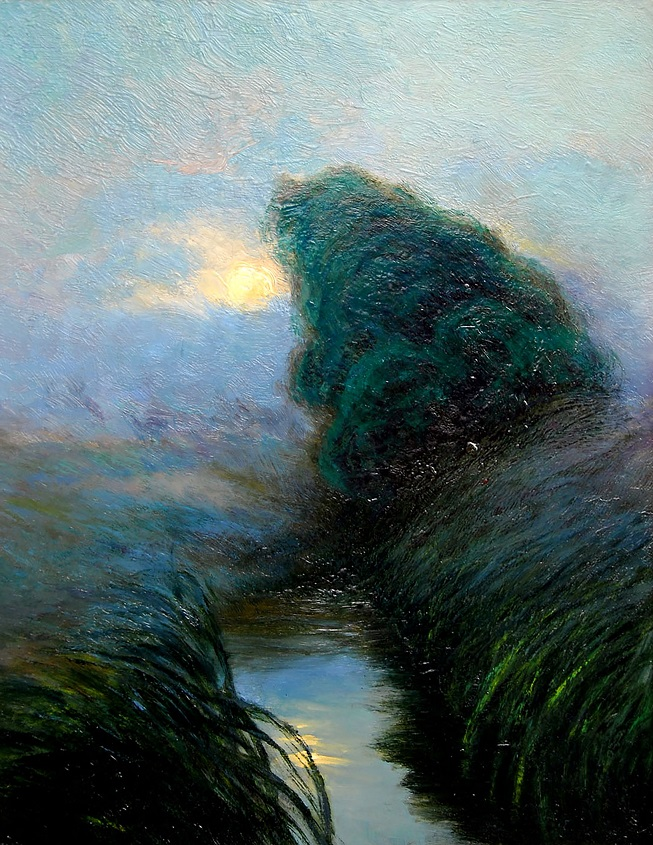
Josef Král Měsíc
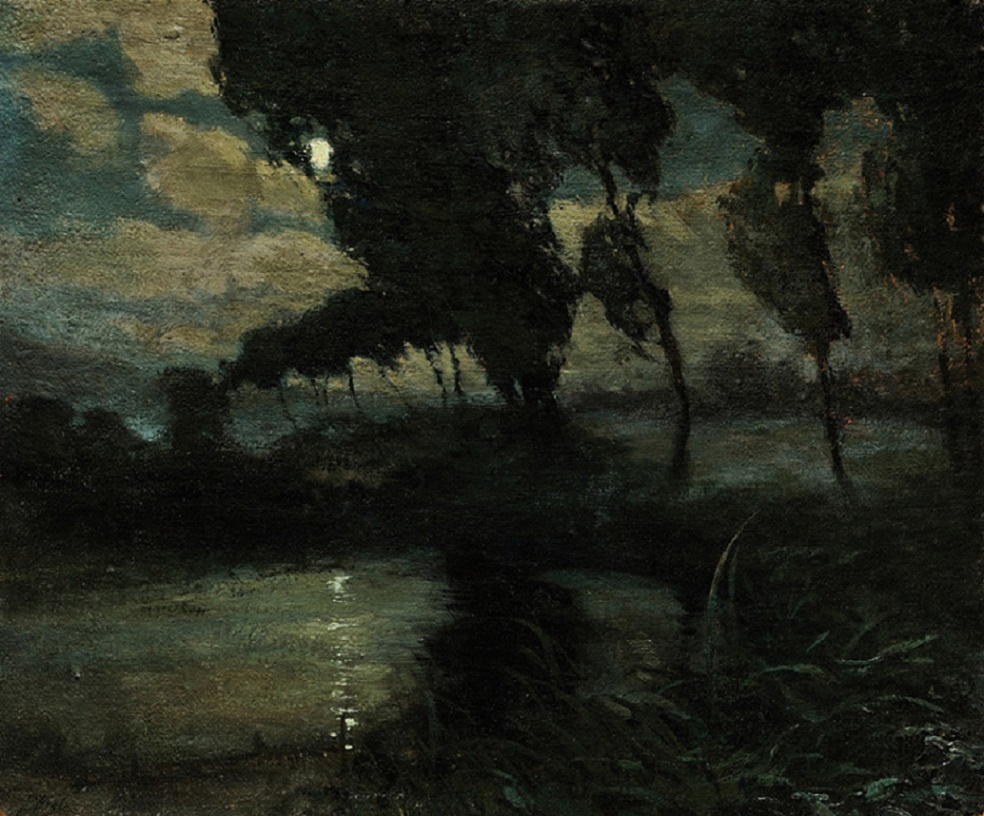
Josef Král Za svitu měsíce
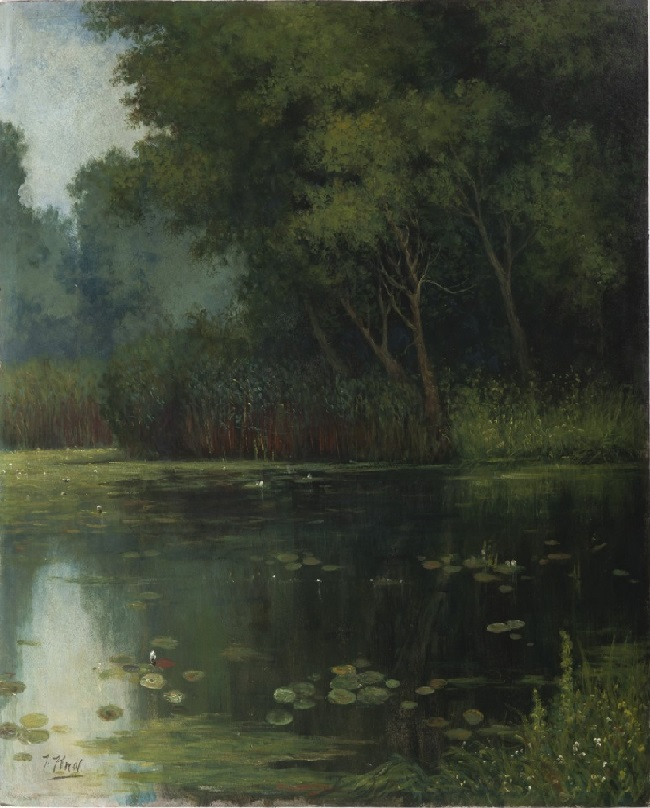
Josef Král Rybník z lekníny
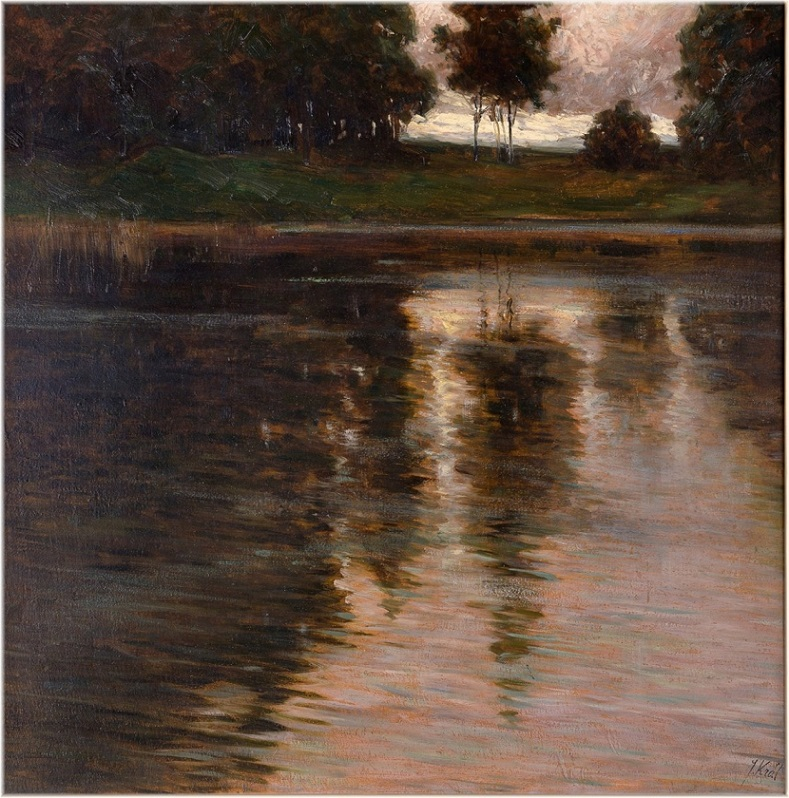
Josef Král Rybník v podvečer
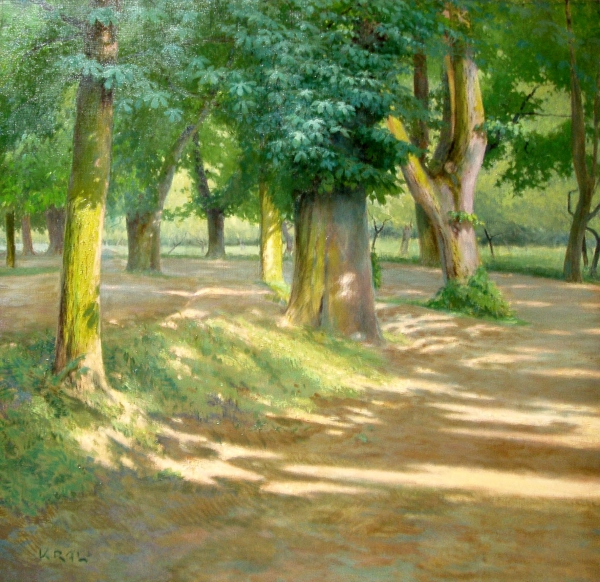
Josef Král Kaštanová alej ve Veltrusích (1900–1903)
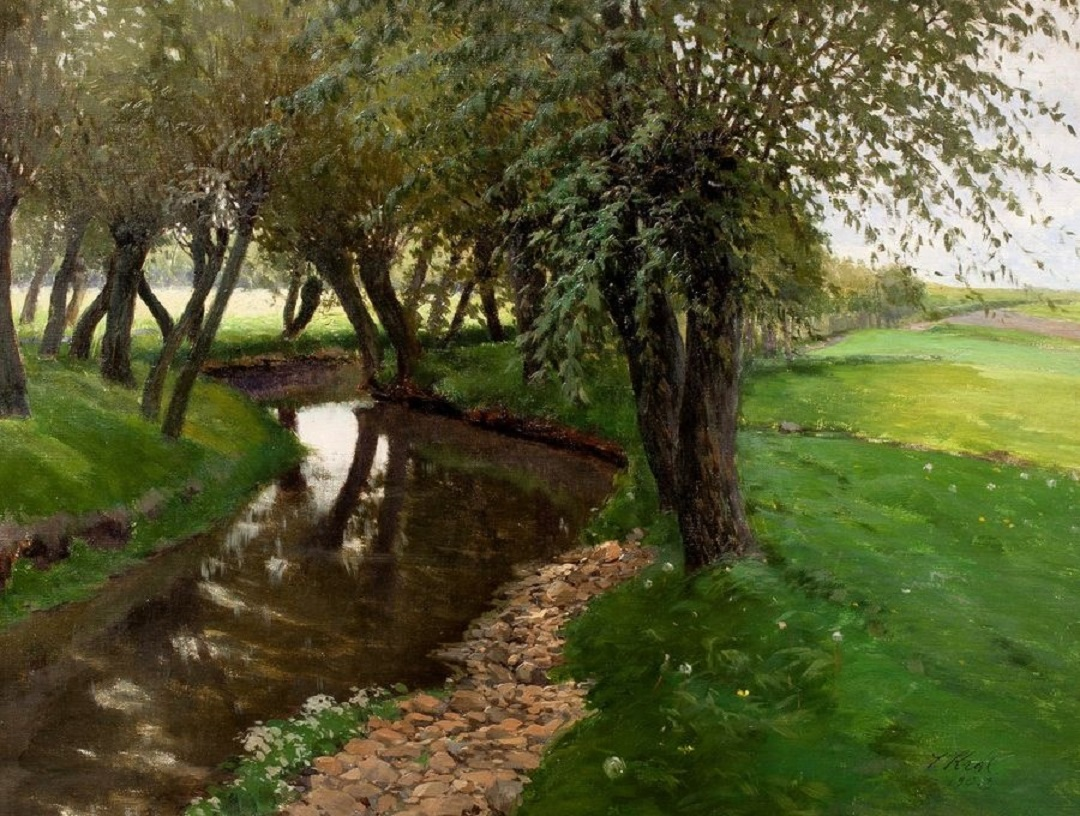
Josef Král Vrby nad říčkou (1903)
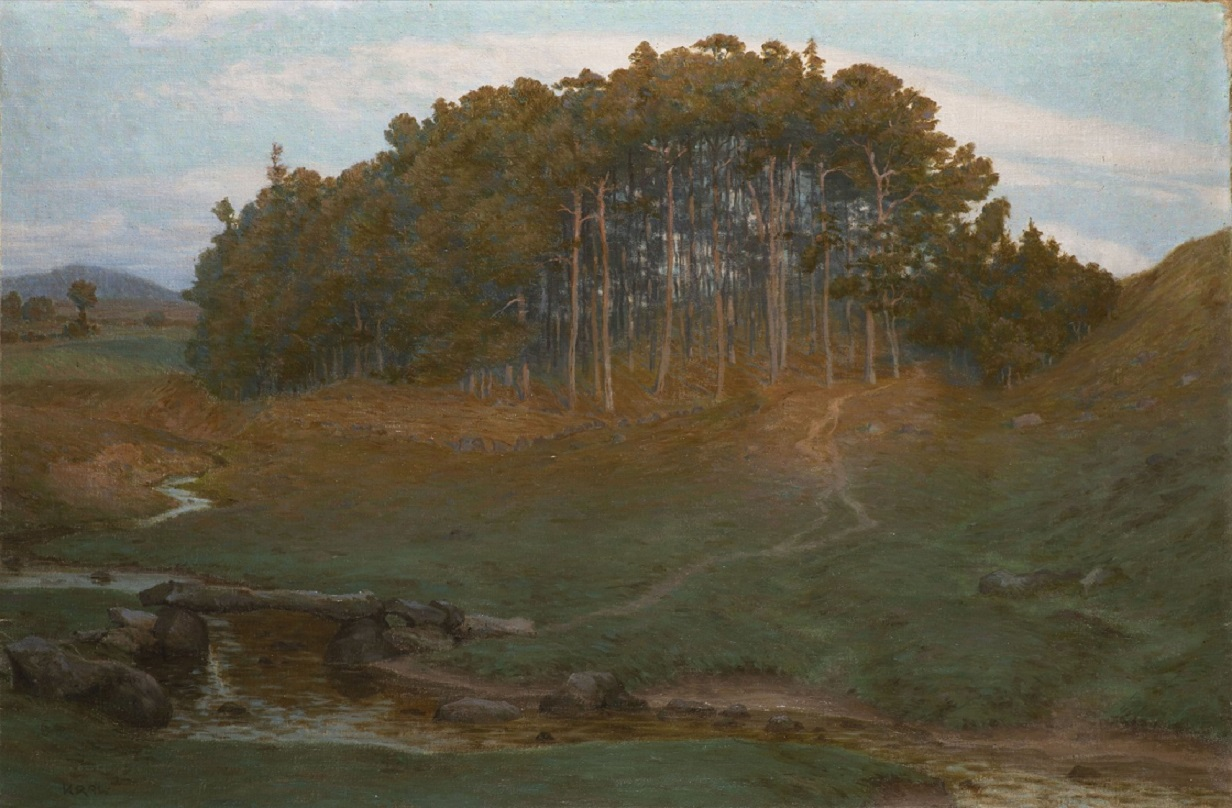
Josef Král Potok u lesa
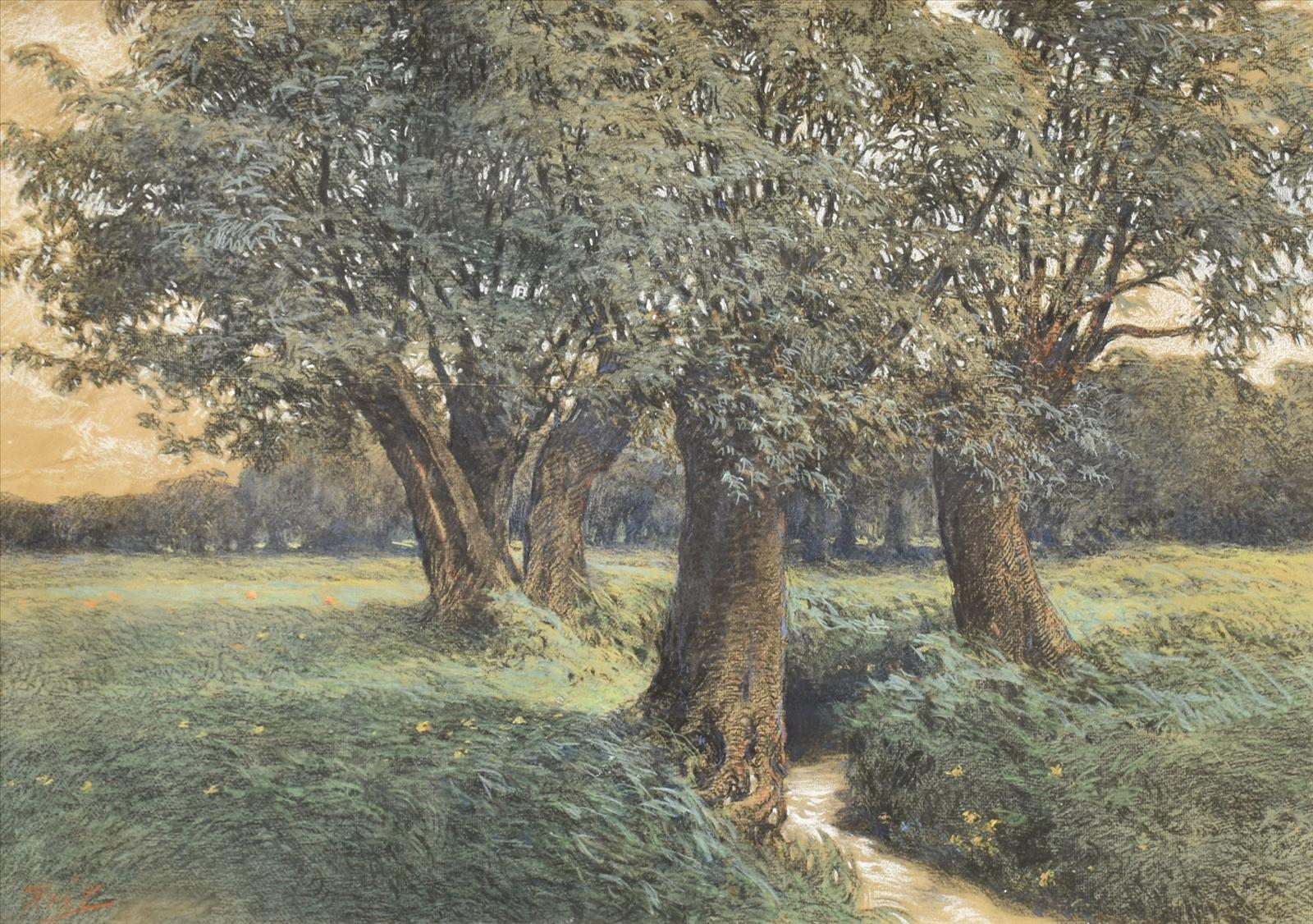
Josef Král Krajina s potůčkem (pastel)
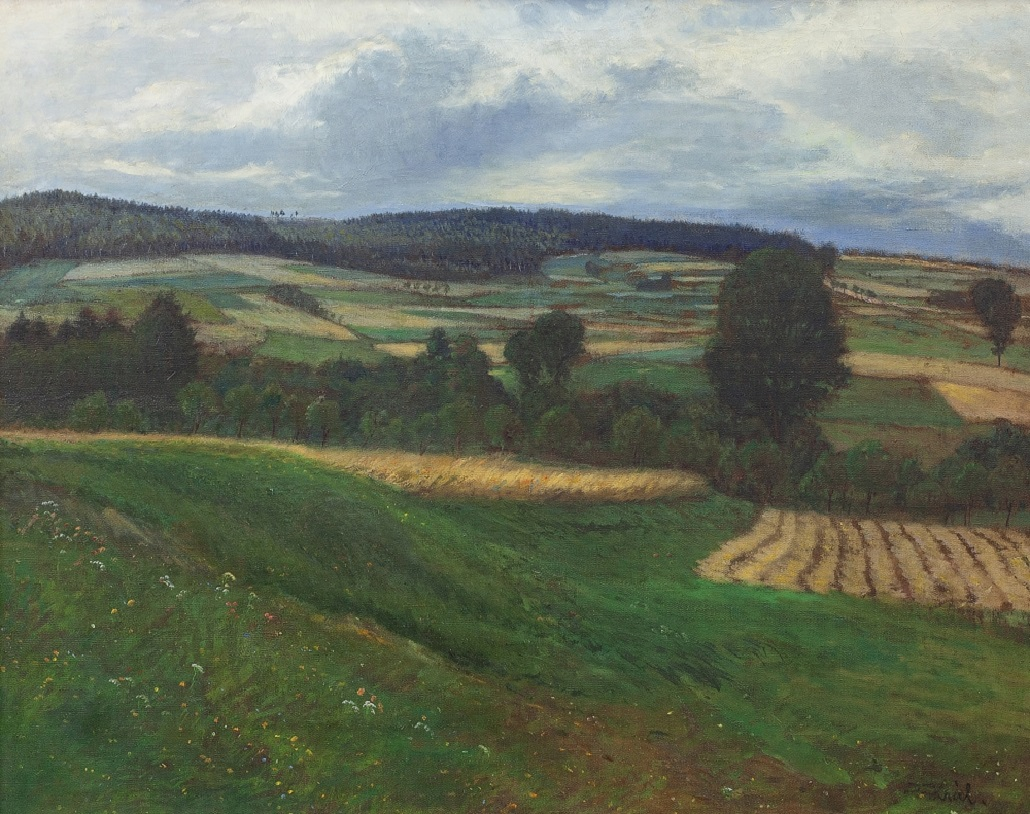
Josef Král Pohled do krajiny
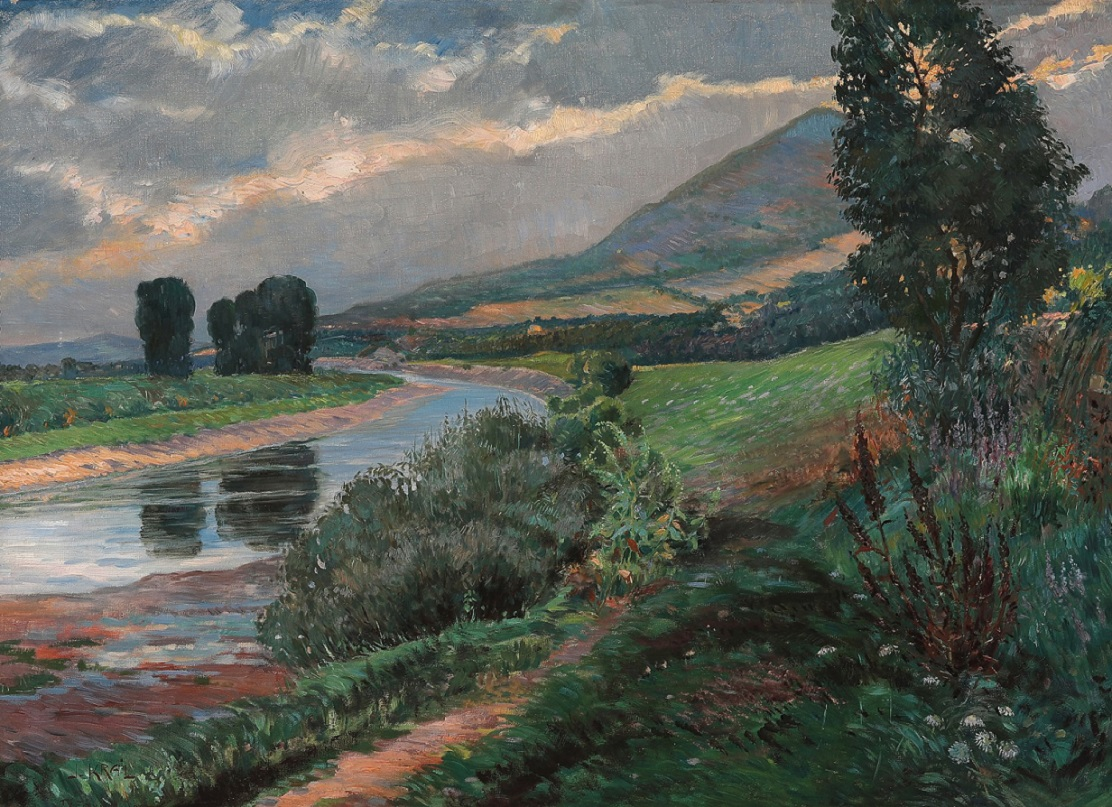
Josef Král Berounka u Týřovic (1904)
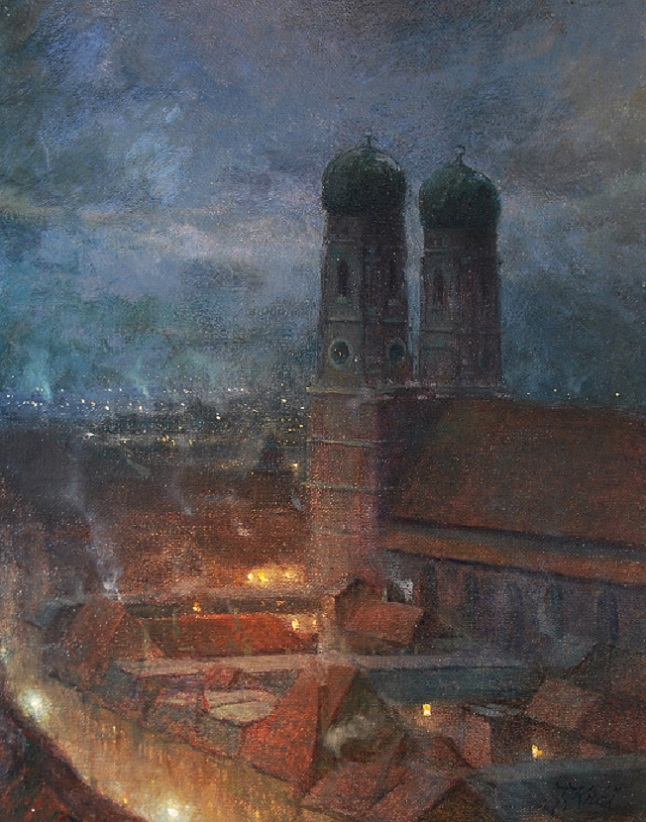
Josef Král Frauenkirche v Mnichově (1907)
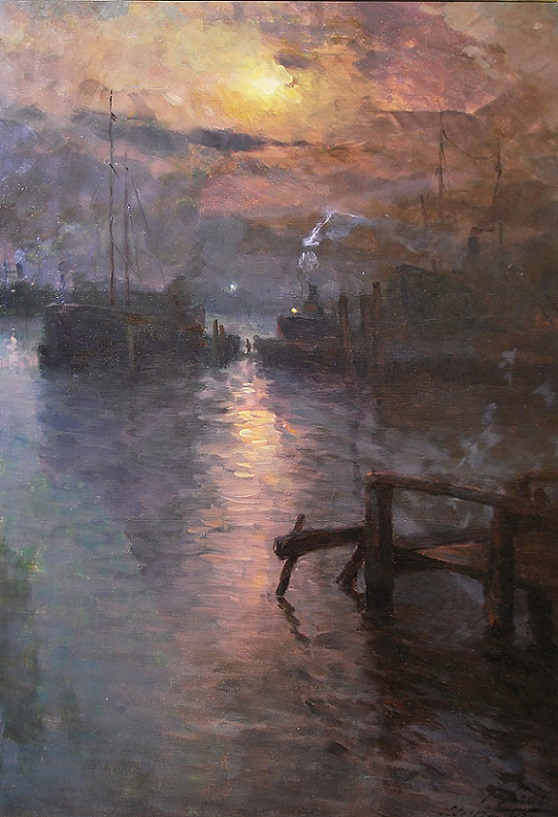
Josef Král Přístav ve Štětíně
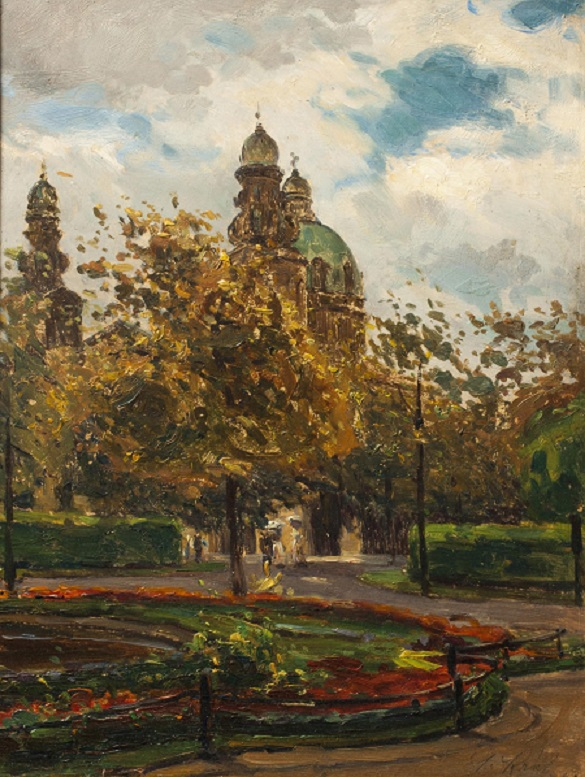
Josef Král Kostel theatinů v Mnichově (1907)
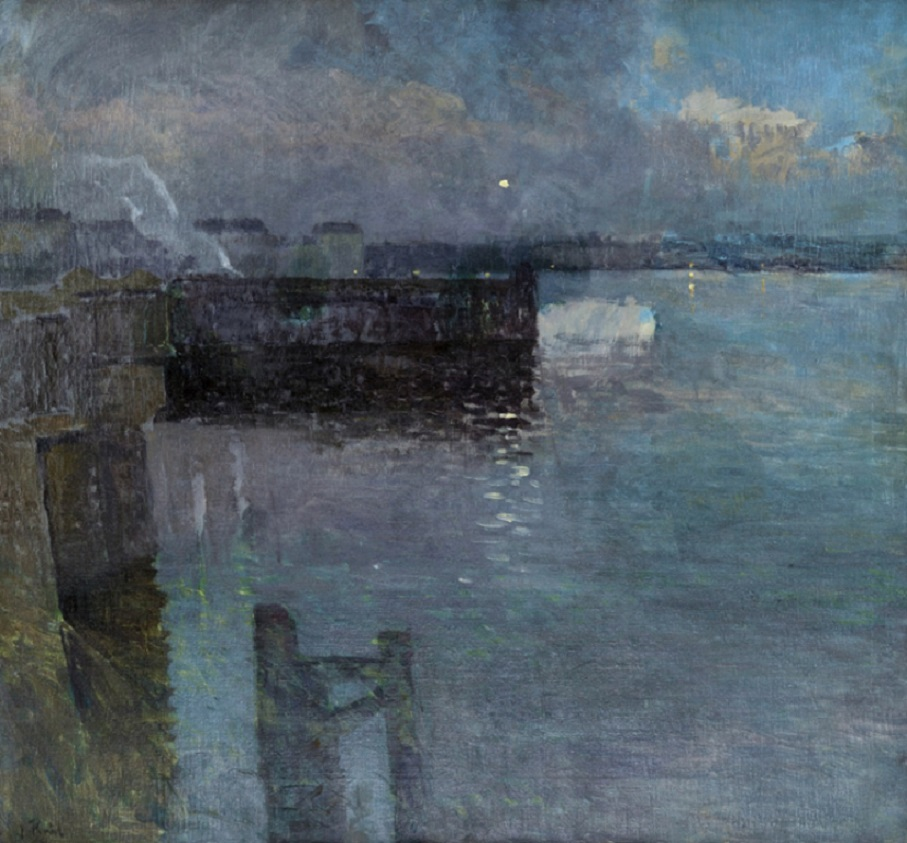
Josef Král Nokturno (Hamburk) (1907)
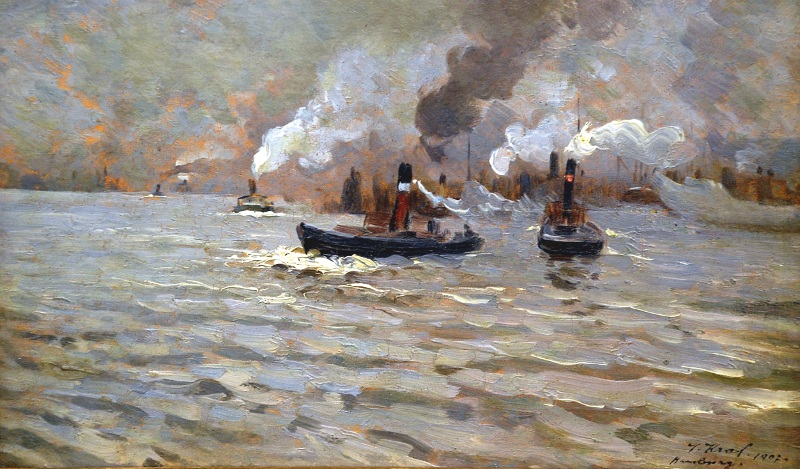
Josef Král Hamburk (1907)
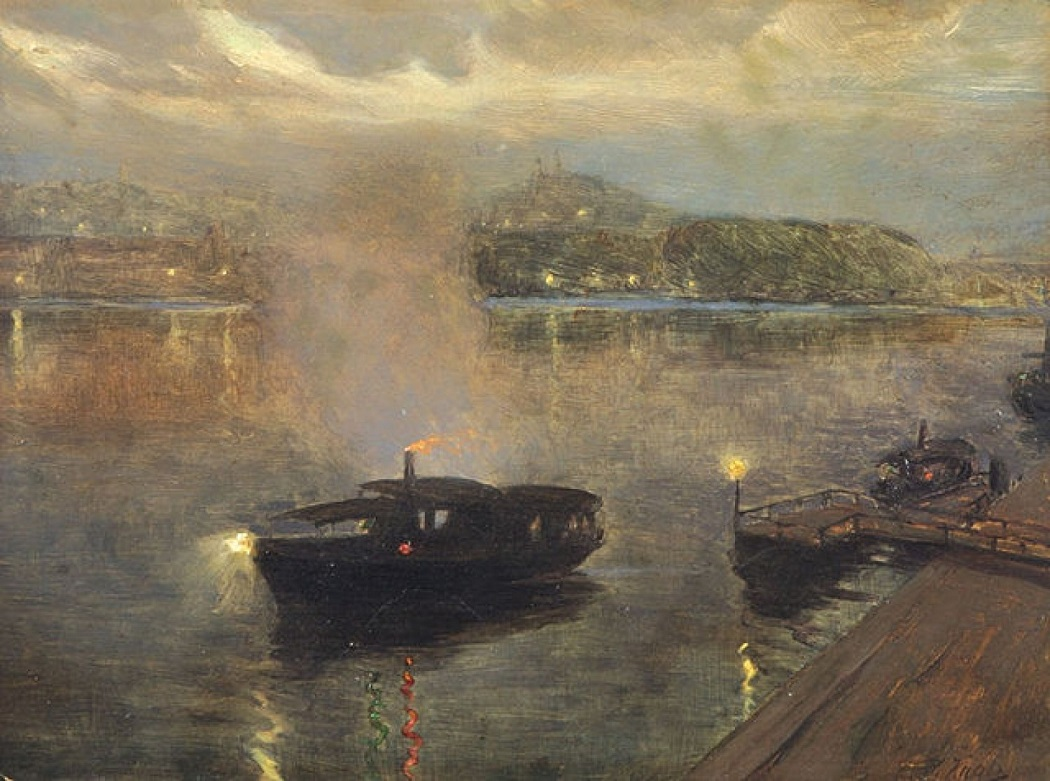
Josef Král Na Seině
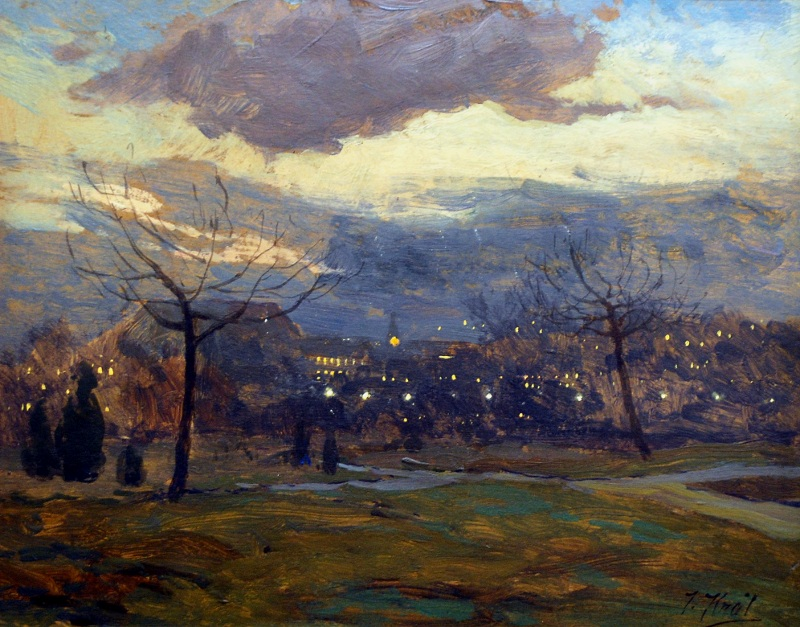
Josef Král Noční město
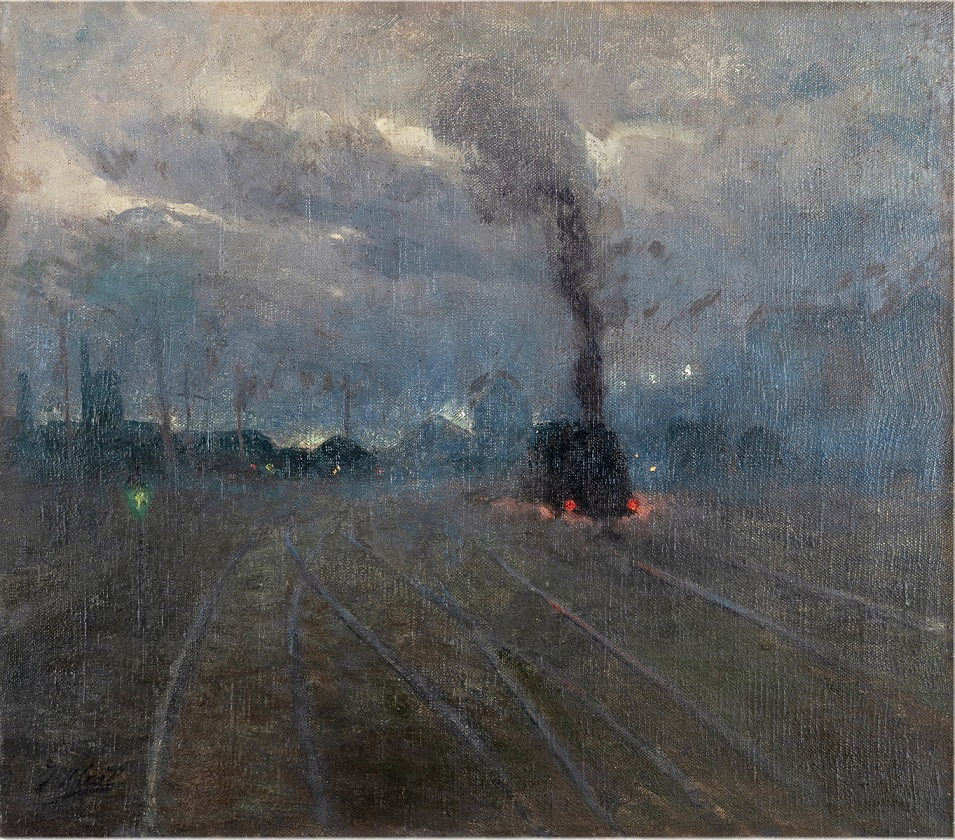
Josef Král Nádraží v podvečer
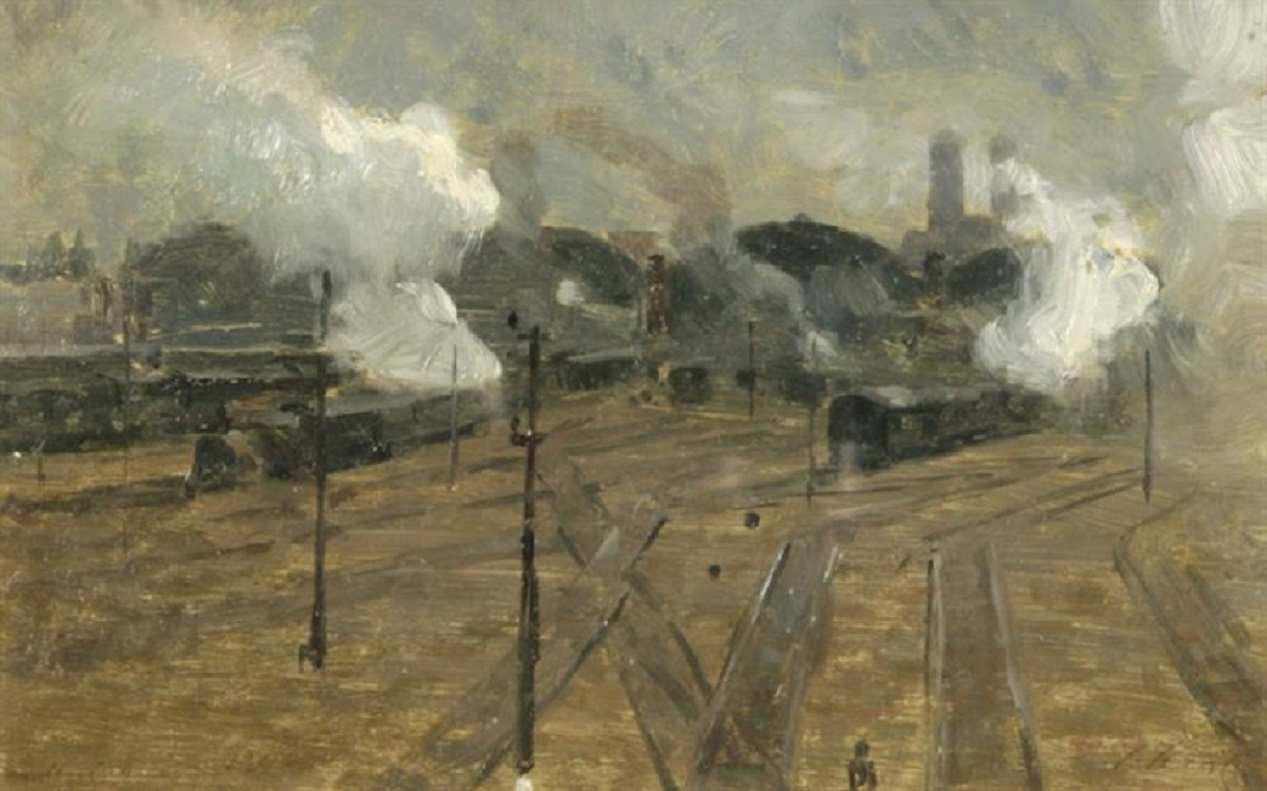
Josef Král Wilsonovo nádraží
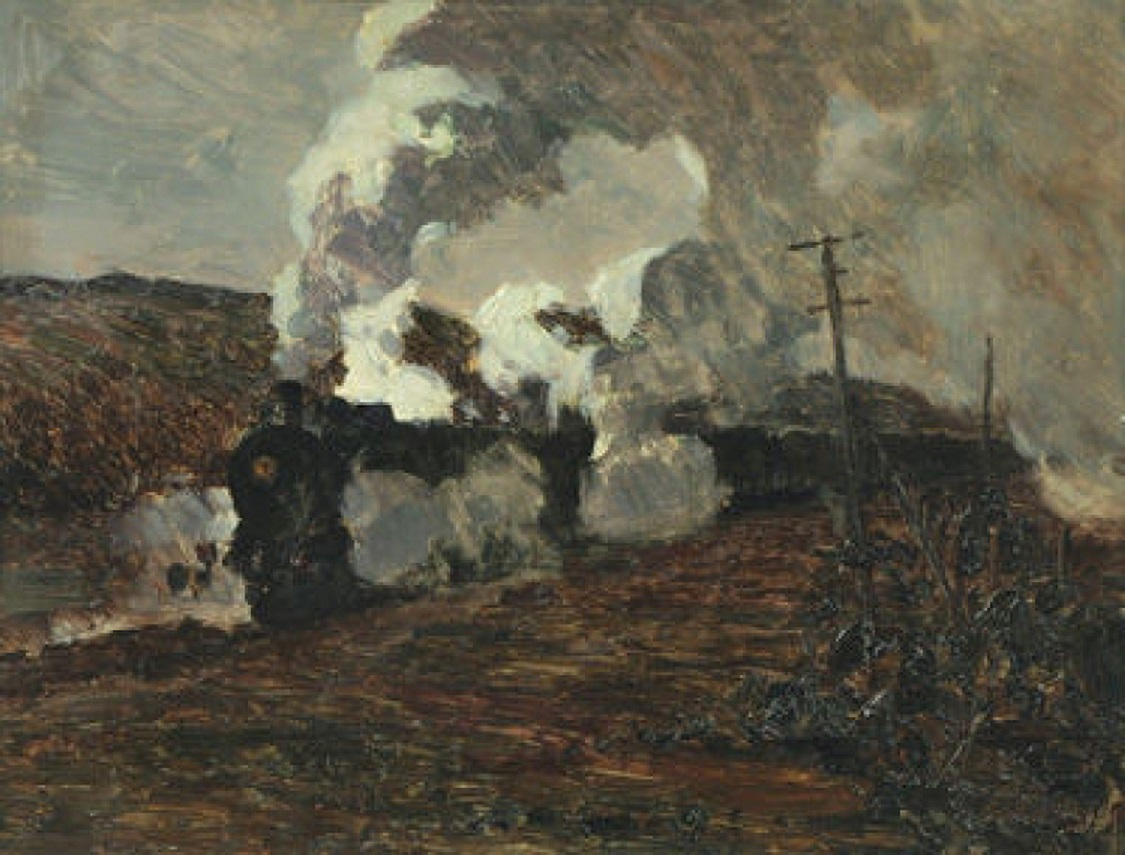
Josef Král Lokomotiva (1907)
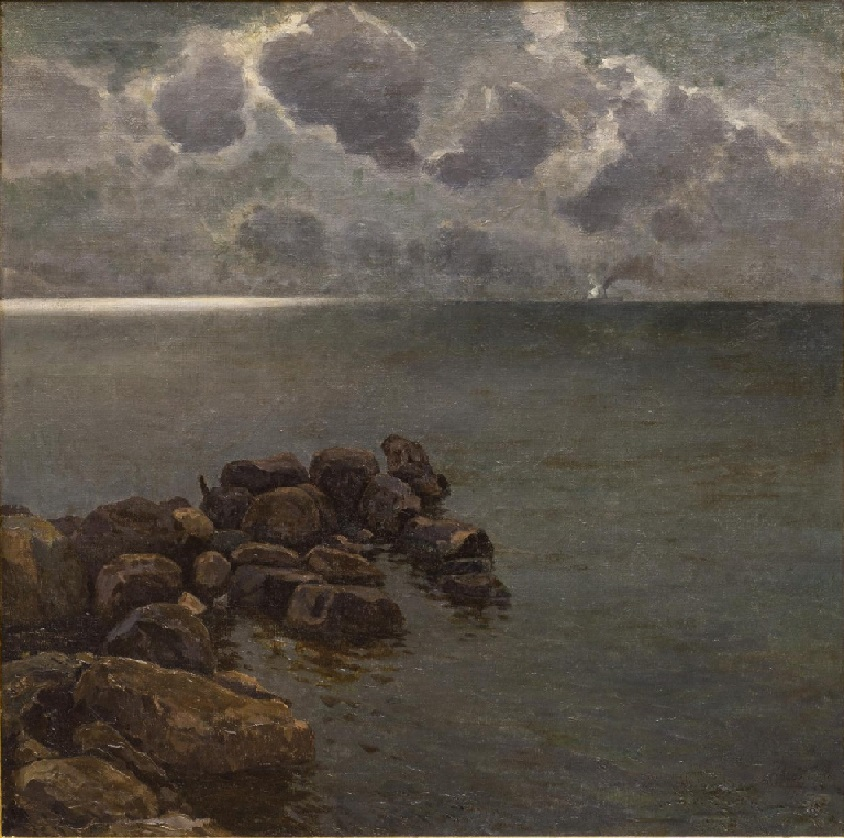
Josef Král Soumrak na pobřeží (1909)